# Лорето (Кентаки)
Лорето (енгл. Loretto) град је у америчкој савезној држави Кентаки.

## Демографија
По попису из 2010. године број становника је 713, што је 90 (14,4%) становника више него 2000. године.
| Група             | 2000.       | 2010.       |
| Белци             | 619 (99,4%) | 687 (96,4%) |
| Афроамериканци    | 0 (0,0%)    | 5 (0,7%)    |
| Азијати           | 0 (0,0%)    | 3 (0,4%)    |
| Хиспаноамериканци | 1 (0,2%)    | 11 (1,5%)   |
| Укупно            | 623         | 713         |